# 9 to 5 (singel Lady Sovereign)
9 to 5 – singel Lady Sovereign promujący album Public Warning, wydany 8 sierpnia 2005 nakładem wytwórni płytowych Def Jam oraz Casual Records.
Do utworu powstał teledysk, w którym gościnny udział wzięła Montanna Thompson.
Singel notowany był na 33. miejscu zestawienia UK Singles Chart w Wielkiej Brytanii.

## Lista utworów i formaty singla
| - Singel CD 1. „9 to 5” (Original Version) 2. „Tango” - 12" 1. „9 to 5” (Original Version) 2. „9 to 5” (JME Remix) 3. „9 to 5” (Tony Senghore’s No Turning Back Mix) 4. „9 to 5” (Tony Senghore’s Sleepwalker Vocal) 5. „9 to 5” (Tony Senghore’s Gosh Darn It! Radio Edit) | - Promo 1. „9 to 5” – 3:34 - Maxi singel 1. „9-5” (Tony Senghore’s Gosh Darn It! Dub) 2. „9-5” (Tony Senghore’s Sleepwalker Vocal) 3. „9-5” (Tony Senghore’s Gosh Darn It! Radio Edit) 4. „9-5” (Tony Senghore’s No Turning Back Mix) 5. „9-5” (Original Mix) |

## Pozycja na liście sprzedaży
| Kraj            | Notowanie (2005) | Najwyższa pozycja |
| --------------- | ---------------- | ----------------- |
| Wielka Brytania | UK Singles Chart | 33                |